# Rocky (franquicia)
Rocky es una saga de populares películas de boxeo, escritas y estelarizadas por Sylvester Stallone, en el papel de Rocky Balboa. Las películas por orden de estreno son: Rocky (1976), Rocky II (1979), Rocky III (1982), Rocky IV (1985), Rocky V (1990), Rocky Balboa (2006), Creed (2015), Creed II (2018) y Creed III (2023). La serie de películas recaudó más de mil millones de dólares en todo el mundo.

## Sinopsis de las películas

### Rocky
Rocky Balboa (Sylvester Stallone) es un boxeador de poca monta cuya vida parece no ir a ninguna parte. Trabaja cada día como un cobrador de un prestamista y pelea en clubes de mala calidad por una baja remuneración, en los que se burlan y lo hieren afirmando que no es más que un "vago", especialmente el entrenador del gimnasio, Mickey Goldmill (Burgess Meredith). Al mismo tiempo, Rocky, sin éxito, corteja a Adrian Pennino (Talia Shire), una chica muy tímida con un hermano alcohólico, Paulie (Burt Young). Sin embargo, cuando el campeón del mundo de peso pesado Apollo Creed (Carl Weathers) elige al azar a Rocky como su oponente en una pelea por el siguiente título, Rocky se da cuenta de que tiene una oportunidad única en su vida de alcanzar la gloria. Con Adrian como su apoyo y Mickey, que ha cambiado su corazón para convertirse en su entrenador y mánager, Rocky pelea por el título y lo más importante, por su propia autoestima. Rocky pierde la pelea, pero supo aguantar 15 asaltos con el campeón del mundo, demostrando su talento y corazón. 
La película está basada en el combate entre Muhammad Ali y Chuck Wepner. La película recaudó más de $115 millones de dólares solo en Estados Unidos y fue premiada con 3 Premios Óscar, catapultando a Stallone a la fama.

### Rocky II
Poco después de probarse a sí mismo, incluso con una derrota ante Apollo Creed, Rocky espera tener una mejor vida. Se casa con Adrian y comienza a gastar el dinero que ganó en la pelea. Pero luego de fracasar como actor de anuncios y en una serie de empleos de baja remuneración, Rocky se da cuenta de la única manera de sobrevivir es comenzar de nuevo a boxear. Creed, por otra parte, se enfrenta a las críticas de los fanes sobre el resultado de la lucha, diciéndole que fue arreglada y que no mereció ganar. Como resultado, provoca a Rocky a través de la publicidad pidiendo una revancha, por lo que Rocky entrena una vez más con Mickey. En la decimoquinta entrada, Rocky golpea a Creed y lo arroja al suelo, cayendo él mismo en el proceso. Ambos combatientes luchan para ponerse de pie, pero solo Rocky tiene éxito. Por primera vez, Rocky es declarado el campeón Peso Pesado del Mundo, dedicándole el título a Adrian.

### Rocky III
Después de ganar el título de peso pesado, Rocky se aprovecha de su nueva riqueza y fama, apareciendo en varios anuncios y programas de televisión y disfrutando de ser una celebridad. Después de defender el título varias veces, aparece el contendiente # 1, James "Clubber" Lang (interpretado por Mr. T), quien reta a Rocky en público. Rocky pretende retirarse, pero luego de las provocaciones de Lang, acepta el combate, ante un reticente Mickey que duda de sus posibilidades reales contra Lang. Después de lidiar con un ataque al corazón de Mickey antes de la pelea provocado por Lang, es dominado por éste y es derribado en la segunda ronda. Mickey muere después de la pelea, y el antiguo rival Apolo Creed se ofrece para entrenar a Rocky para combatir al más viejo estilo de Creed (y en su viejo gimnasio de Los Ángeles) utilizando más astucia y habilidad. En la revancha, Rocky vence a Lang en la tercera ronda. Después de la pelea, Apollo pide como favor por entrenar a Rocky un encuentro entre los dos sin cámaras, sin los medios de comunicación; sólo hombre a hombre en el gimnasio. La película termina, cuando cada uno lanza su primer golpe.

### Rocky IV
Después de recuperar el título de Clubber Lang, Rocky decide pasar algún tiempo con su familia. Pero un nuevo gran boxeador de la Unión Soviética, Iván Drago (interpretado por Dolph Lundgren) ha surgido, y desafía a Rocky a una pelea de exhibición. Apollo, confiado en que obtendrá fácilmente la victoria, provoca a Drago y lo desafía a un combate. Lo que comienza como un juego acaba en tragedia ya que Drago lo golpea tanto que Apollo muere en brazos de Rocky en el ring. Para vengar a Apollo, Rocky desafía a Drago a una revancha, que se celebrará el día de Navidad en Moscú. En un montaje lleno de simbolismo, Rocky aparece entrenando en una remota cabaña en Siberia con la ayuda del antiguo entrenador de Creed, Duke, su cuñado Paulie y (finalmente) Adrian, haciendo ejercicios tales como cortar leña, levantar rocas y correr en la nieve, mientras que Drago es visto en un centro de formación ultratecnológico en cintas de correr, utilizando máquinas de pesas, y recibiendo inyecciones de esteroides. Durante la lucha misma, Rocky recibe la peor paliza de su vida, pero se niega a caer. Finalmente se gana a la multitud extranjera con su exhibición de coraje y determinación, y noquea a Drago a segundos de acabar el asalto final.

### Rocky V
Después de la pelea con Drago, Rocky Balboa es diagnosticado de una lesión cerebral y se ve obligado a retirarse del ring. Como si esto no fuera suficientemente malo, perdió su fortuna debido a su contador. La familia de Rocky vuelve de nuevo a su antiguo barrio: Adrian vuelve a la tienda de mascotas en la que solía trabajar, Rocky Jr. (en una trama secundaria) debe soportar el bullying en la escuela secundaria local y Rocky vuelve a abrir el viejo gimnasio de Mickey. Conoce a un joven boxeador llamado Tommy Gunn (interpretado por Tommy Morrison), que, sintiéndose identificado con el, comienza a entrenarlo. Por desgracia, un promotor de lucha de mala calidad llamado George Washington Duke aparece y  convence a Tommy de que Rocky le está frenando, y Tommy decide abandonar a Rocky e irse con Duke. Cuando Tommy gana el campeonato de peso pesado, hace un breve discurso agradeciendo a Duke, pero a la multitud no le parece dicho acto y empiezan a corear en la arena "Rocky" en forma de burla hacia Tommy. Furioso por este insulto, además de ser llamado "Robot de Rocky" en los periódicos, Tommy decide buscar a su antiguo mentor para un enfrentamiento final. Rocky trata de evadirlo en todo momento, pero Paulie decide hablar por Rocky para que vea cómo se portó con el, argumentando que Rocky puso a Tommy antes que a su familia. Tommy se siente provocado y  golpea a Paulie, acto que hizo despertar la ira de Rocky y decide aceptar el reto. Duke le dice a Rocky que la pelea será en el ring, pero Rocky le dice a Tommy que su ring está fuera. Los dos sostienen una pelea callejera sin guantes, pelea que termina ganando Rocky.

### Rocky Balboa
En Rocky Balboa, dieciséis años han pasado desde su última pelea con su antiguo pupilo, Tommy Gunn. Ya jubilado, Rocky Balboa todavía vive recordando el pasado lleno de melancolía por un mundo que cambió demasiado, su hijo ha crecido y se ha distanciado un poco de él, Paulie está trabajando de nuevo en la planta de carne, y su esposa Adrian ha muerto. Rocky abrió un restaurante con el nombre de su esposa, que llenó con recuerdos de sus mejores años, como él le cuenta a sus clientes en sus historias de peleas. Pero cuando una pelea coincidencialmente se aparece en la pantalla en su restaurante junto a su amigo aparece en ESPN representando una pelea entre un joven Rocky Balboa y el actual campeón, Mason Dixon (Antonio Tarver), se reavivan las ganas de volver a subir a un ring. Rocky descubre que no ha perdido su espíritu de lucha y considera que es una oportunidad de probarse a sí mismo en el ring de nuevo. Luego de que se le fuera otorgado un permiso especial para pelear (ya que contaba con 60 años) Rocky se mide con Dixon y acaba aguantandole 15 asaltos completos, para asombro de todo el público. 

### Creed
"Creed" es la séptima entrega de la saga Rocky, que cuya trama, trae a Adonis Jonhson Creed, el hijo de Apollo Creed, en busca de su propio ingreso en el ring, y viajará a Filadelfia para buscar a Rocky Balboa y pedirle que lo entrene para ser un boxeador. Adonis habla con él en Adrian's y Rocky se impresiona con todos los datos que él sabe sobre Apollo y sus rivales, para después revelarle que él es su hijo (de Apollo), y que está buscando una disputa por el título mundial. Rocky acepta entrenarlo y ambos realizan ejercicios similares a los de Rocky en la primera película. Paralelamente al entrenamiento, Rocky mantiene una nueva lucha de vida al diagnosticarse cáncer. Mientras el actual campeón de los pesos pesados, Ricky Conlan, también muestra interés en una disputa por el título con el hijo de Apollo Creed.

### Creed II
Tres años después de su derrota ante Ricky Conlan, Adonis Creed obtiene una serie de victorias, que culminan en una victoria sobre Danny "Stuntman" Wheeler para ganar el Campeonato Mundial Peso Pesado del CMB.
Mientras tanto, Ivan Drago, un exboxeador soviético que mató al padre de Adonis, Apollo Creed en el ring treinta y tres años antes, ve la oportunidad de recuperar su gloria enfrentando a su hijo, Viktor Drago (con la ayuda de Buddy Marcelle, un promotor que ha seguido de cerca la carrera de Viktor), contra Adonis.

## Personajes principales
| Personaje                  | Película           | Película           | Película           | Película           | Película             | Película                | Película           |
| Personaje                  | Rocky              | Rocky II           | Rocky III          | Rocky IV           | Rocky V              | Rocky Balboa            | Creed              |
| -------------------------- | ------------------ | ------------------ | ------------------ | ------------------ | -------------------- | ----------------------- | ------------------ |
| Robert "Rocky" Balboa      | Sylvester Stallone | Sylvester Stallone | Sylvester Stallone | Sylvester Stallone | Sylvester Stallone   | Sylvester Stallone      | Sylvester Stallone |
| Paulie Pennino             | Burt Young         | Burt Young         | Burt Young         | Burt Young         | Burt Young           | Burt Young              |                    |
| Adrianna Pennino Balboa    | Talia Shire        | Talia Shire        | Talia Shire        | Talia Shire        | Talia Shire          |                         |                    |
| Robert Balboa Jr.          |                    | Seargeoh Stallone  | Ian Fried          | Rocky Krakoff      | Sage Stallone        | Milo Ventimiglia        |                    |
| Mickey Goldmill            | Burgess Meredith   | Burgess Meredith   | Burgess Meredith   |                    | Burgess Meredith     |                         |                    |
| Apollo Creed               | Carl Weathers      | Carl Weathers      | Carl Weathers      | Carl Weathers      |                      |                         |                    |
| Mary Anne Creed            | Sylvia Meals       | Sylvia Meals       |                    | Sylvia Meals       |                      |                         | Phylicia Rashād    |
| Tony "Duke" Evers          | Tony Burton        | Tony Burton        | Tony Burton        | Tony Burton        | Tony Burton          | Tony Burton             |                    |
| Anthony "Tony" Gazzo       | Joe Spinell        | Joe Spinell        |                    |                    |                      |                         |                    |
| Spider Rico                | Pedro Lovell       |                    |                    |                    |                      | Pedro Lovell            |                    |
| Joe Frazier                | Joe Frazier        |                    |                    |                    |                      |                         |                    |
| Marie                      | Jodi Leticia       |                    |                    |                    |                      | Geraldine Hughes        |                    |
| Stephenson                 |                    |                    |                    |                    |                      | James Francis Kelly III |                    |
| Thunderlips                |                    |                    | Hulk Hogan         |                    |                      |                         |                    |
| James "Clubber" Lang       |                    |                    | Mr. T              |                    |                      |                         |                    |
| Ivan Drago                 |                    |                    |                    | Dolph Lundgren     |                      |                         |                    |
| Ludmilla Drago             |                    |                    |                    | Brigitte Nielsen   |                      |                         |                    |
| Nicoli Koloff              |                    |                    |                    | Michael Pataki     |                      |                         |                    |
| Tommy "Ametralladora" Gunn |                    |                    |                    |                    | Tommy Morrison       |                         |                    |
| George Washington Duke     |                    |                    |                    |                    | Richard Gant         |                         |                    |
| Union Cane                 |                    |                    |                    |                    | Michael Williams III |                         |                    |
| Mason "Frontera" Dixon     |                    |                    |                    |                    |                      | Antonio Tarver          |                    |
| Mike Tyson                 |                    |                    |                    |                    |                      | Mike Tyson              |                    |
| Rocky Marciano             |                    |                    |                    |                    |                      | Rocky Marciano          |                    |
| Muhammad Ali               |                    |                    |                    |                    |                      | Muhammad Ali            |                    |
| Adonis Johnson Creed       |                    |                    |                    |                    |                      |                         | Michael B. Jordan  |
| Bianca                     |                    |                    |                    |                    |                      |                         | Tessa Thompson     |
| Ricky "Pretty" Conlan      |                    |                    |                    |                    |                      |                         | Tony Bellew        |
| Tommy Holiday              |                    |                    |                    |                    |                      |                         | Graham McTavish    |

## Ganancias
| Película     | Fecha de lanzamiento    | Recaudación    | Recaudación  | Recaudación    |
| Película     | Fecha de lanzamiento    | Estados Unidos | Extranjero   | Mundial        |
| Rocky        | 27 de noviembre de 1976 | $117.235.147   | $107.764.853 | $225.000.000   |
| Rocky II     | 15 de junio de 1979     | $85.182.160    | $115.000.000 | $200.182.160   |
| Rocky III    | 28 de mayo de 1982      | $125.049.125   | $125.000.000 | $250.049.125   |
| Rocky IV     | 27 de noviembre de 1985 | $127.873.716   | $172.600.000 | $300.473.716   |
| Rocky V      | 16 de noviembre de 1990 | $40.946.358    | $79.000.000  | $119.946.358   |
| Rocky Balboa | 20 de diciembre de 2006 | $70.270.943    | $85.428.201  | $155.699.144   |
| Total        | Películas 1–6           | $566,557,449   | $684,793,054 | $1,251,350,503 |

## Recepción
| Película     | Rotten Tomatoes   | Rotten Tomatoes      | Rotten Tomatoes     | Metacritic      | CinemaScore | IMDb                | FilmAffinity       |
| Película     | Críticos          | Críticos importantes | Audiencia           | Metacritic      | CinemaScore | IMDb                | FilmAffinity       |
| ------------ | ----------------- | -------------------- | ------------------- | --------------- | ----------- | ------------------- | ------------------ |
| Rocky        | 92% (72 reseñas)  | 86% (14 reseñas)     | 69% (250 000 votos) | 70 (14 reseñas) |             | 8.1 (603 000 votos) | 7.1 (90 645 votos) |
| Rocky II     | 72% (32 reseñas)  | 86% (7 reseñas)      | 82% (250 000 votos) | 61 (9 reseñas)  |             | 7.3 (223 000 votos) | 6.4 (25 260 votos) |
| Rocky III    | 65% (43 reseñas)  | 78% (9 reseñas)      | 74% (250 000 votos) | 57 (10 reseñas) |             | 6.8 (203 000 votos) | 5.9 (22 971 votos) |
| Rocky IV     | 38% (50 reseñas)  | 20% (15 reseñas)     | 80% (250 000 votos) | 40 (13 reseñas) |             | 6.9 (218 000 votos) | 5.8 (23 845 votos) |
| Rocky V      | 31% (39 reseñas)  | 33% (9 reseñas)      | 31% (250 000 votos) | 55 (16 reseñas) | A           | 5.3 (146 000 votos) | 4.7 (18 689 votos) |
| Rocky Balboa | 77% (183 reseñas) | 68% (50 reseñas)     | 76% (250 000 votos) | 63 (36 reseñas) | B+          | 7.1 (218 071 votos) | 5.9 (31 414 votos) |
| Creed        | 95% (315 reseñas) | 91% (75 reseñas)     | 89% (50 000 votos)  | 82 (42 reseñas) | A           | 7.6 (300 000 votos) | 6.6 (23 613 votos) |
| Creed II     | 83% (314 reseñas) | 85% (72 reseñas)     | 80% (5 000 votos)   | 66 (45 reseñas) | A           | 7.1 (147 000 votos) | 6.3 (11 178 votos) |
| Creed III    | 88% (329 reseñas) | 92% (75 reseñas)     | 90% (10 000 votos)  | 73 (62 reseñas) | A-          | 6.8 (77 000 votos)  | 5.9 (4 872 votos)  |
| Promedio     | 71%               | 71%                  | 75%                 | 63              | A-          | 7.0                 | 6.1                |